# 明塞冰川
84°57′S 177°30′W / 84.950°S 177.500°W
明塞冰川（英語：Mincey Glacier）是南極洲的冰川，位於杜費克海岸，全長19公里，流經布什山脈的安德森高地，最終注入沙克爾頓冰川，在1947年2月16日由美國海軍發現和拍攝照片。